# Тимирязева (Тайшетский район)
Тимиря́зева — деревня в Тайшетском районе Иркутской области России. Административный центр Тимирязевского муниципального образования.

## География
Деревня находится на расстоянии примерно 16 км к западу от города Тайшет, административного центра района.

## Население
| 2002 | 2010 | 2011 | 2012 |
| ---- | ---- | ---- | ---- |
| 245  | ↗252 | ↘251 | ↘245 |

## Улицы
| - ул. Зелёная, - ул. Новая, | - ул. Энергетиков, - ул. Южная. |